# Maksym Donez
Maksym Andrijowytsch Donez (ukrainisch Максим Андрійович Донець; * in Krywyj Rih, Ukrainische SSR, Sowjetunion) ist seit Mai 2019 Leiter des persönlichen Sicherheitsdienstes des Präsidenten der Ukraine, Wolodymyr Selenskyj, und stellvertretender Leiter des Staatsschutzes der Ukraine. Seit 2022 hat Donez den militärischen Dienstgrad eines Brigadegenerals in der Ukraine inne.

## Herkunft und Ausbildung
Laut Medienberichten, unter anderem laut der privaten Nachrichtenagentur UNIAN, wurde Donez in Krywyj Rih (in der Oblast Dnipropetrowsk) geboren und absolvierte ein Ökonomie-Studium in Krywyj Rih am Ökonomischen Institut der Nationalen Wadym-Hetman-Wirtschaftsuniversität Kiew. Laut UNIAN soll die Verteidigung seiner rechtswissenschaftlichen Dissertation (Originaltitel: „Адміністративно-правовий статус військовослужбовців (охоронців) Управління державної охорони України“) zur Erlangung des wissenschaftlichen Grades „Kandidat der Rechtswissenschaften“ (Кандидат юридичних наук), die sich mit dem verwaltungsrechtlichen Status des Militärpersonals der ukrainischen Staatsschutzbehörde (Управління державної охорони України) beschäftigt, aufgeschoben worden sein.

## Karriere im Personen- und Staatsschutz sowie Verbindungen zur Oligarchie

### Bis 2019
Bevor Donez Leibwächter Selenskyjs wurde, war er bereits Leibwächter des Oligarchen und Medien-Tycoons Ihor Kolomojskyj, der einen TV-Sender besitzt, für den Selenskyj vor seiner Präsidentschaft gearbeitet hat, und der mit seinen finanziellen und medialen Mitteln Selenskyj 2019 zu einem unerwarteten Wahlerfolg verholfen hatte. Zudem war Donez der Personenschützer von Ihor Palyzja, Geschäftsmann und ehemaliger Gouverneur der Oblast Odessa.

### Ab 2019
Bereits im Wahlkampf 2019 (Präsidentschaftswahl) war Donez dann an der Seite des damaligen Präsidentschaftskandidaten Wolodymyr Selenskyj zu sehen.
Wenige Wochen später, nachdem Selenskyj Präsident der Ukraine geworden war, erfolgte – bereits in den ersten Tagen der Präsidentschaft von Selenskyj – die Ernennung von Donez zum Leiter des Sicherheitsdienstes des ukrainischen Präsidenten. Donez nimmt seitdem eine hohe Position in der Hierarchie der Sicherheitsbehörden der Ukraine ein. Ende Januar 2022 wurde Donez von Präsident Selenskyj per erneutem Dekret zum Ersten Stellvertretenden Leiter des Ministeriums für Staatsschutz der Ukraine ernannt.
Mit seiner Spitzenposition im Ministerium für Staatssicherheit der Ukraine war Donez auch für den Schutz von anderen hochrangigen Beamten als Präsident Selenskyj zuständig, wie etwa dem ukrainischen Premierminister (bis März 2020 Oleksij Hontscharuk, danach Denys Schmyhal) und dem Parlamentspräsidenten (bis August 2019 Andrij Parubij, danach bis Oktober 2021 Andrij Parubij und danach Ruslan Stefantschuk).
Nachdem Präsident Selenskyj ukrainischen Medienberichten zufolge nach angeblich vereitelten Anschlagsplänen gegen ihn den Chef seiner Leibgarde, Serhij Rud, per Präsidentendekret im Mai 2024 entlassen und an seiner Stelle Oberst Oleksij Morosow als neuen Chef der Verwaltung für Staatssicherheit (Управління державної охорони України, kurz: УДОУ oder УДО/UDO oder UDOU) eingesetzt hatte, der nach Angaben des Präsidenten die Aufgabe erhalten hatte, eine „Säuberung“ unter den Sicherheitsleuten durchzuführen, konnte Maksym Donez (noch immer persönlicher Leibwächter Selenskyjs) seine Stellung als Stellvertreter von Morosow beibehalten.

#### Verschärfung der Bedrohungslage ab 2019 und ab 2022
Die Besetzung eines Spitzenpostens im Staatsschutz durch Donez fiel in eine Zeit, in der Selenskyj – seit 2019 und verstärkt seit dem Überfall Russlands 2022 – mit der ständigen Bedrohung seines Lebens rechnen konnte. Die belarussische Zeitung Nascha Niwa betonte, dass die früheren Präsidenten der Ukraine von 10 bis 15 Personen beschützt worden seien. Selenskyj hingegen habe die Zahl des Sicherheitspersonals des Präsidenten vor dem Krieg um ein Vielfaches erhöht.
Bereits kurz vor Kriegsbeginn soll Selenskyj mit Hilfe des US-Auslandsgeheimdienstes CIA zwei geplanten Anschlägen entgangen sein. Während des Krieges behaupteten dann Vertreter der ukrainischen Sicherheitsbehörden, mehrere Attentatsversuche auf Selenskyj vereitelt zu haben. In den etwa elf Kriegsmonaten bis Januar 2023 sollen Medienangaben zufolge mindestens zwölf Anschläge auf Selenskyj verhindert worden sein. Westlichen Geheimdiensten zufolge plante die Führung Russlands im Februar 2022 die physische Auslöschung der ukrainischen Staatsführung. Anfang Mai 2023 forderte der ehemalige Präsident Russlands Dmitri Medwedew die „physische Eliminierung“ Selenskyjs.
Selenskyj begab sich dabei während des Krieges wiederholt auf Reisen sowohl in Frontgebiete als auch ins Ausland, besuchte etwa Ende Juli 2023 die Stadt Otschakiw (Oblast Mykolajiw) und Anfang Juli die Schlangeninsel (Oblast Odessa) oder zeigte sich auch mit Staatsgästen oftmals in aller Öffentlichkeit in Kiew auf der Straße. Dass Selenskyj in all dieser Zeit offenbar gut geschützt blieb, wurde von Medien auf die verlässliche Arbeit seiner Leibwächter sowie darüber hinaus verschiedener Nachrichtendienste der Ukraine und westlicher Staaten zurückgeführt.

#### Bedeutung der Verbindungen zur Oligarchie ab 2019
Verbindungen von Donez zu Ihor Kolomojskyj wurden nach Ernennung von Donez zum Sicherheitschef 2019 unter anderem von der Nachrichtenagentur Reuters untersucht und bestätigt. Ein Dekret des seit Mai 2019 amtierenden Präsidenten der Ukraine, Wolodymyr Selenskyj, das Donez zum Leiter des persönlichen Leibwächterteams sowie zum stellvertretenden Leiter des Ministeriums für Staatsschutz der Ukraine ernannte, wurde am 30. Mai 2019 auf der Website des Präsidenten veröffentlicht, nachdem einige Tage zuvor bereits eine andere Person mit Verbindungen zu Kolomojskyj, der Anwalt Andrij Bohdan, zum Leiter der Präsidialverwaltung ernannt worden war.
Die offizielle Ernennung von Donez zum Sicherheitschef schürte in der Ukraine Bedenken, Selenskyj weise zu enge Verbindungen zu Kolomojskyj auf. Der Umstand, dass Selenskyj Donez zum Leiter seines Sicherheitsdienstes ernannt hat und dass Selenskyjs Leibwächter offenbar von Kolomojskyj bezahlt werden, unterstreicht Medienberichten zufolge die Nähe Selenskyjs zu Kolomojskyj. Die Verbindung zu Kolomojskyj wurde als Belastung für Selenskyjs politische Karriere angesehen, da Selenskyj als Außenseiter an die politische Macht kam, indem er nicht als zur mit Korruption in Verbindung gebrachten Elite des Landes gehörig eingestuft wurde. Durch seinen Personenschützer Donez, der zuvor als Leibwächter neben Kolomojskyj zu sehen gewesen war, wurde jedoch die Verbindung beider – Donez und Selenskyj – zur gleichen Elite sichtbar.

## Militärische Karriere
Ende März 2022, somit noch während des Krieges, veröffentlichte Selenskyj als Präsident der Ukraine ein Dekret zur Vergabe eines militärischen Ranges, mit dem Donez, der bis dahin den Rang eines Oberst (Polkownik) (Полковник) geführt hatte, der Dienstgrad eines Brigadegenerals (Бригадний генерал) erteilt wird.

## Öffentliche Bekanntheit
Erste öffentliche Bekanntheit erlangte Donez, als er etwa ab Februar 2019 Selenskyj zu Beginn dessen Wahlkampfs begleitete.
Seit Selenskyj dann durch den Beginn des Angriffskriegs Russlands gegen die Ukraine im Februar 2022 in den medialen Fokus der Weltöffentlichkeit rückte und sich internationale Staatsführer mit ihm bei ihren Besuchen in der ukrainischen Hauptstadt zeigten, wurde während des Überfalls Russlands auf die Ukraine auch Donez durch seine Tätigkeit als Leibwächter des ukrainischen Präsidenten, mit dem er auf vielen Video- oder Fotoaufnahmen in nur geringer Distanz voneinander zu sehen war, einer breiten Öffentlichkeit exponiert.
So erschien Donez, nachdem Russland im Frühjahr 2022 sein Militär aus dem Norden der Ukraine abgezogen hatte, vor der Weltöffentlichkeit als Begleiter Selenskyjs sowohl in den Vororten Kiews, wo von russischer Seite Kriegsverbrechen begangen worden sein sollen, sowie in der Folge in Kampfgebieten wie Charkiw, Cherson und Bachmut.
Donez war auch an den Sicherheitsvorkehrungen für Besuche ausländischer Staatsoberhäupter beteiligt wie etwa im April 2022 beim Kiew-Besuch des Premierministers des Vereinigten Königreichs, Boris Johnson, oder wie am 20. Februar 2023, als der US-amerikanische Präsident Joe Biden Kiew – für die Medien überraschend – erstmals seit dem Überfall Russlands auf die Ukraine besuchte.
In sozialen Medien entwickelte sich schließlich ein regelrechter Hype um seine Person. So bildeten sich auf TikTok spätestens seit Oktober 2022 Fanseiten, die Donez als „maskulin“ und professionell darstellen und deren ihn zeigende Videos millionenfach aufgerufen wurden. Einige Medien beschrieben Donez in diesem Zusammenhang als Sexsymbol. So erlangte er 2023 einen hohen Bekanntheitsgrad.

## Privates
Wie bei Leibwächtern von Staatsoberhäuptern üblich ist auch über das Leben von Donez nur sehr wenig bekannt. Berichte, dass Donez 46 Jahre alt sei (Stand: Juli 2024), verheiratet sei und ein Kind habe, blieben bisher unbestätigt.

## Gerüchte und Falschinformationen
Im Februar und März 2023 wurden in sozialen Medien – so am 20. Februar auf Facebook und Twitter – viral mit Fotos und einem Video verbreitete und millionenfach gelesene Behauptungen, für Selenskyj sei – bei einem Treffen mit US-Präsident Biden – ein „geheimes Körperdouble“ eingesetzt, versehentlich fotografiert und somit „zufällig“ aufgedeckt worden, per Faktencheck von verschiedenen Medien und Faktenprüfern zurückgewiesen. Das auf den Onlineplattformen verbreitete, irreführende Narrativ hatte zuvor Unterstützung bei Anhängern der QAnon-Verschwörungsideologie, auf der Website Zero Hedge und beim für die Verbreitung von Desinformation bekannten Radiomoderator Stew Peters gefunden und war in einander ähnelnden Formen neben Englisch auch auf Französisch, Spanisch, Deutsch, Russisch und Rumänisch wiederholt worden.
Bei dem vermeintlich eingesetzten Doppelgänger handelte es sich laut Faktencheck in Wirklichkeit um Maksym Donez in seiner Eigenschaft als Sicherheitschef. Bei dem in der polnischen Tageszeitung Fakt geteilten Video, das vermeintlich einen Selenskyj-Double zeigen sollte, war demnach tatsächlich Donez in Ausübung seiner beruflichen Tätigkeit beim in einer Residenz (Marienpalast in Kiew) des ukrainischen Präsidenten aufgenommenen Staatsbesuch von Biden zu sehen. Es wurde betont, dass die als Doppelgänger bezeichnete Person einfach als Maksym Donez zu identifizieren sei und Bilder von Donez, wie er Selenskyj in unterschiedlicher Kleidung in der Öffentlichkeit folgt, auch leicht im Internet zu finden seien. In den Faktenchecks der Nachrichtenagenturen Reuters, AFP und DPA wurde in diesem Zusammenhang auf eine fehlende (auch physiognomische) Ähnlichkeit zwischen Donez und Selenskyj hingewiesen.